# Peter Machajdik
Peter Machajdik (nacido en Bratislava, el 1 de junio de 1961) es un compositor eslovaco, que ha estado activo (o ha producido obras) en estilos musicales muy diferentes, como el neoclasicismo, el minimalismo, la música experimental y de vanguardia, la música electroacústica, la música cinematográfica y la improvisación libre.

## Premios
- 1988 - un premio en el Concurso Internacional Luigi Russolo de música electroacústica de Varese (Italia).
- En 1992 recibe la prestigiosa beca DAAD, siendo invitada por el Berliner Künstlerprogramm des Deutscher Akademischer Austauschdienst, como artista en residencia en la ciudad de Berlín. (Deutscher Akademischer Austauschdienst[1]
- 1999, compositor en residencia Schloss Wiepersdorf, por invitación del Kulturfonds Fundación Berlín.
- Beca en la "Casa de Artistas" (Künstlerhäuser) en Worpswede, Alemania, desde diciembre de 2002 hasta junio de 2003 inclusive, para residir en dicha Casa y desarrollar actividad compositiva (por invitación del Ministerio de Cultura y Ciencia de la Baja Sajonia).
- 2004 - Compositor en Residencia, Kunsthaus Lukas Ahrenshoop, por invitación del Kulturfonds Fundación Berlín.
- 2005 - Premio Ján Levoslav Bella (composición) (Eslovaquia).
- 2011 - Compositor en Residencia, Praga, por invitación del Fondo Internacional de Visegrad.
- 2013 - Compositor en Residencia en Judenburg, por invitación del municipio de Judenburg, Estiria, Austria.

Ha seguido cursos con Clarence Barlow, Vinko Globokar, Konrad Boehmer y Dick Raaymakers.

## Discografía
- The Immanent Velvet,[2] Fero Király - piano, Floraleda Sacchi - arpa, Piero Salvatori - violonchelo, Guido Arbonelli - clarinete, Dušan Šujan - piano, Daniel Garel - piano, Ondrej Veselý - guitarra (Azyl Records R266-0024-2-331)[3]
- A Marvelous Love: New Music for Organ, Carson Cooman - órgano (Albany Records, 2012)
- Typornamento, Agon Orchestra (Guerilla Records, 2012)
- Violin solo IV., Milan Paľa - violín (Pavlík Records, 2012)
- Inside the Tree,[4] Piero Salvatori - violonchelo, Floraleda Sacchi, arpa (Amadeus Arte)
- Violin solo III., Milan Paľa - violín (Pavlík Records, 2011)
- Minimal Harp, Floraleda Sacchi - arpa. Música de: Lou Harrison; Philip Glass; Gyorgy Ligeti; Nicola Campogrande; Henry Cowell; John Cage; Peter Machajdik; Michael Nyman. (DECCA - Universal Music Group) 2008
- Namah,[5] Floraleda Sacchi - arpa, Jon Anderson, David Moss, Daniel Garel, Jan Pöschl Orchestra, Icarus Quartet, Guido Arbonelli - clarinete, Jozef Lupták - violonchelo (Musica slovaca, SF 0054213)
- RēR Quarterly Vol.4 No.1 (RēR Records, 1994)
- Friends in Common Time,[6] ( Música de: Peter Machajdík, Tor Brevik, Francis Kayali, Adrienne Albert, Peter Kutt, Andre Caplet, Kevin W. Walker, Alexander Timofeev) Catalogue No. © Copyright - Rebecca Jeffreys (700261465210) 2018
- 2018: Birds,[7] (Música de: Peter Machajdík, François Couperin, Jean-Philippe Rameau, William Byrd, Olli Mustonen), Elina Mustonen - clavecín  © Fuga 9447
- 2019: BOWEN-REGER-MACHAJDÍK-BRAHMS,[8] (Ivan Palovič - viola,  Jordana Palovičová - piano). Música de: Peter Machajdík, Johannes Brahms, Max Reger y York Bowen) 2019 © Pavlík Records
- 2022: MACHAJDÍK, RUNCHAK, ZYCH, STIVRINA • ACCOSPHERE NEW ACCORDION CHAMBER MUSIC • PALUS, BUDZIŇÁKOVÁ[9] (Duo Accosphere, Airis String Quartet). Música de: Peter Machajdík, Grzegorz Majka, Volodymyr Runchak, Renate Stivrina, Tyler Versluis y Wojciech Ziemowit Zych © DUX Records
- 2022: Proxima Piano Trio - Current Vibes[10] (Proxima Piano Trio). Música de: Peter Machajdík, Peter Groll, Matej Sloboda y Konštantin Ilievsky © UBU Collection 2022

## Trabajos notables
- Passing Through Nothing (2021),[11] para cuarteto de cuerda, 10 min (Música de cámara)
- Gegen.Stand (2019),[12] Concierto para acordeón
- Invisible Beings (2018),[13] para orquesta de cuerdas, 10 min (Música para orquesta)
- 1-9-1-8 para violín y piano (2018)
- Signes de la mémoire (2018), para clarinete, violín, violonchelo y piano, 8 min (Música de cámara)
- Folium (2017),[14] para piano y órgano, 10 min (Música instrumental)
- The Son (2017), para guitarra y cuarteto de cuerdas, 10 min (Música de cámara)
- In Embrace para contrabajo y piano  (2017),  11 mins  (Música de cámara)
- Behind the Waves,[15] (2016), para viola y orquesta de cuerdas, 12 min (Música para orquesta)
- Portus pacis (2016),[16] para órgano, 9 min (Música instrumental)
- Danube Afterpoint (2015), para 2 flautas, 2 clarinetes, 2 pianos y cuarteto de cuerdas, 15 min (Música de cámara)
- Puertas abandonados (2015), para piano y cuarteto de cuerdas, 12 min (Música de cámara)
- Seas and Deserts (Mares y desiertos) (2015), para cuarteto de cuerdas y reproducción de audio, 12 min (Música de cámara)
- Effugium (2015), para acordeón y la reproducción de audio,  8 min (Música de cámara)
- Déjà-vu (2015), para dos pianos, 5 min (Música de cámara)
- Senahh (2015), para flauta y piano, 9 min (Música de cámara)
- Odliv (2014), para violín, viola y violonchelo, 10 min (Música de cámara)
- Ulity (2014),[17] para arpa (Música instrumental)
- Turbulent Times (2014), para timbales, tambor, tambor grande y orquesta de cuerdas, 10 min (Música para orquesta)
- Spomaleniny (2013), para violín y piano, 8 min (Música de cámara)
- Munk (2013), para viola y piano, 18 min (Música de cámara)
- CAN YOU hEAR ME wELL? (2013), (Radio arte - Música electroacústica)
- Ke-art (2013), (Radio arte - Música electroacústica)
- Kyrie (2011), para coro (SATB), 4 min (Música coral)
- Tranam, para violín (Música instrumental)
- The Immanent Velvet (2011), para piano, 12 min (Música instrumental)
- Domine (2011), para coro (SATB)  y campanas tubulares, 5 min (Música coral)
- Wie der Wind in den Dünen (2011),[18] para orquesta de cuerdas, 12 min (Música para orquesta)
- Zem zeme (2009), para cuarteto de clarinetes, 12 min (Música de cámara)
- Torqued Images (2008), para violín, 10 min (Música instrumental)
- On the Seven Colours of Light (2007),[19] para órgano, 27 min (Música instrumental)
- To the Rainbow so close again (2004),[20] para cuarteto de cuerda, 12 min (Música de cámara)
- Nell'autunno del suo abbraccio insonne (2003),[21] para arpa, 10 min (Música instrumental)
- Namah (2000),[22] para orquesta de cuerdas y caja china, 11 min (Música para orquesta)
- Lasea (2000), para orquesta de cuerdas, 8 min (Música para orquesta)
- Wrieskalotkipaoxq (1996), para cuarteto de saxofón, 9 min (Música de cámara)
- ... and the Earth will delight (1988), 12 min (Música electroacústica)